# Gaspar Espuña i Berga
Gaspar Espuña i Berga (Olot, 3 d'agost de 1935 - Barcelona, 29 d'abril del 2017) va ser un empresari turístic català.
Es llicencià en teologia per la Universitat de Roma La Sapienza i en ciències polítiques per la de Ginebra, d'on també n'era diplomat en Estudis Europeus.
Directiu turístic fundador, president i director general del grup d'empreses del CETT, especialitzat en l'ensenyament, la investigació i l'assessorament turístics, també va figurar al capdavant de la Fundació Gaspar Espunya-CETT. Fou membre del grup europeu d'experts en turisme "Groupe de Développement", amb seu a París, i també va pertànyer al Comitè organitzador del SITC (Saló Internacional del Turisme de Catalunya).
Participà en diversos simposis i seminaris nacionals i internacionals sobre el sector. Entre altres guardons, va rebre la Medalla d'Honor del Turisme de la Generalitat (2000) i la Medalla d'argent del Turisme atorgada pel Ministeri de Turisme de França (1991). El 2005 va rebre la Creu de Sant Jordi i la Medalla d'Honor de Barcelona.